# Stewart Sukuma
Stewart Sukuma,  nome artístico de Luís Pereira OM (Cuamba, província do Niassa, 1963), é um cantor moçambicano.

## Biografia
Proveniente de uma família modesta, iniciou gosto pela música ainda na infância. Em 1977 foi para Maputo, onde aprendeu a tocar percussão, guitarra e piano e em 1982 começou a cantar numa banda. O seu primeiro trabalho discográfico foi gravado, em 1983, para a Rádio Moçambique. Nesse mesmo ano, recebeu o Prémio Ngoma para Melhor Intérprete Nacional, em Moçambique. Rapidamente se tornou num músico popular, ouvido nas estações de rádio moçambicanas.
Em 1987, gravou o álbum Independência, com a Orchestra Marrabenta Star de Moçambique, em Harare (Zimbabwe). Realizou vários concertos pela Europa, como no Festival de Berlim, em Londres, no Hackney Empire, na Finlândia, na Noruega, na Dinamarca, Suécia, Holanda, entre outros. Partilhou o palco com outros artistas, tal como Bhundu Boys, Mark Knopfler, Youssou N'Dour, Miriam Makeba, e Hugh Masekela.
Em 1995, Stewart Sukuma foi viver na África do Sul, onde produziu o álbum Afrikiti, juntamente com outros músicos moçambicanos e sul-africanos. A sua música conjuga ritmos africanos, brasileiros e da música pop e o artista canta em português, inglês e outras línguas africanas.
Em 1998, vai para os Estados Unidos estudar no Berklee College of Music, em Boston, Massachusetts, tornando-se no primeiro moçambicano a estudar nessa escola. Nesse mesmo ano, ganhou o Prémio de Música da Unesco, em Moçambique. Em junho de 1998, realizou três concertos na EXPO'98, em Lisboa, e actuou no Houston International Festival, no Texas, em 1999, juntamente com outros artistas, como Angellique Kidjo, Abdullah Ibrahim, Oumou Sangare e Hugh Masekela.
A 26 de abril de 2016, foi feito Oficial da Ordem do Mérito de Portugal, aquando da visita do Presidente português, Marcelo Rebelo de Sousa, a Moçambique.

## Discografia[1]
- 1995 – AFRIKITI
- 2008 – NKHUVU
- 2014 – BOLEIA AFRICANA: OS SETE PECADOS CAPITAIS
- 2016 – O MEU LADO B

### Singles
- Felizminha – 2007
- Wulombe – 2008
- Olumwengo – 2009
- Xitchuketa Marrabenta – 2010
- Caranguejo – 2011

### Compilações
- 1998: Novo Mundo Africano Bata Vol 4/Star piscina / Universal
- 2000: Moçambique Socorro / Naxos Mundial
- 2003: Musica da CPLP / Marcelo Salazar
- 2006: Contos de Moçambique / Sheer Som
- 2008: Zomba Mix / Disco
- 2011: Sofrimento / Unicef /Neyma

### Prémios
- Pressione Award  - Ngoma Moçambique 1992 – Josefina
- Melhor Canção do Ano – Ngoma Moçambique 1994 – Julieta
- Melhor Canção do Ano – Ngoma Moçambique 1996 – Afrikiti
- Melhor músico - Mozart Award /UNESCO 1997
- Melhor Canção do Ano – Ngoma Moçambique 2008
- Personalidade Cultural do Ano 2008 - Jornal Noticias
- Melhor Canção do Ano - Ngoma Moçambique 2010
- Melhor Canção Alternativa do Ano - MOAMAS 2010

## Ligações externa
- Página oficial
- Stewart Sukuma no MMO Música
- Stewart Sukuma & Banda Nkhuvu